# スターレット (イギリス潜水艦)
スターレット (HMS Sterlet) はイギリス海軍の潜水艦。S級。

## 艦歴
チャタム工廠で建造。1936年7月14日起工。1937年9月22日進水。1938年4月6日就役。
1940年4月8日、「スターレット」はハリッジから出撃しスカゲラク海峡での哨戒に向かった。4月12日の船団を攻撃したが失敗に終わったとの報告を最後に「スターレット」からの連絡は途絶え、「スターレット」は帰投しなかった。
4月15日にドイツの砲術練習艦「ブルンマー」が潜水艦から攻撃を受け損傷し、その後沈没している。他に該当する艦が存在しないことから、「ブルンマー」を攻撃したのは「スターレット」であると思われる。
「スターレット」の最期の状況は不明であるが、以下のような可能性がある。
- 「ブルンマー」の護衛の艦艇の反撃で沈められた。ただし、ドイツ側による潜水艦を沈めたり損傷させたとの主張はない。
- 4月16日にオスロフィヨルドのホルテン沖でドイツの掃海艇「M7」と「M8」がソナーで探知した目標に対して爆雷攻撃を実施しており、また動向不明の「スターレット」以外で当該海域にいた潜水艦は存在しない。しかし、「スターレット」が自艦の哨区ではなくオスロフィヨルドに入った可能性は低いと思われ、これは存在しない潜水艦に対する攻撃である可能性が高い。
- 4月18日にドイツの駆潜艇「UJ125」、「UJ126」、「UJ128」が潜水艦に対して爆雷攻撃を行っており、これが「スターレット」かもしれない。ただし、その場所は「スターレット」の哨区からはかなり南である。
- 4月18日にドイツの船団の護衛艦「T190」と「M75」が雷跡を発見し、続いて潜水艦が視認され爆雷攻撃を行っている。これにより「スターレット」は撃沈されたかもしれないが、沈んでいない可能性もある。沈んでいない場合は帰投ルート上にあったドイツの機雷原で触雷して沈んだのかもしれない。